# Рожнівка
Рожні́вка — село в Україні, в Прилуцькому районі Чернігівської області. Населення становить 963 особи. Входить до складу Ічнянської міської громади.

## Географія
Село розташоване на півночі району, на правому березі річки Удай, яка бере початок з болота, що на схід від села. Вище за течією на відстані в 4,5 км розташоване село Хаїха, нижче за течією на відстані 1 км розташоване село Максимівка. По селу протікає іригаційний канал.
Відстань від Чернігова — близько 160 км (автошляхами — 174 км), до Ічні — 15 км. Найближча залізнична станція — Рожнівка на лінії Бахмач — Прилуки Полтавської дирекції залізничних перевезень.
Площа села близько 4 км². Висота над рівнем моря — 143 м.

## Історія
Село засноване у першій половині XVII століття на території Чернігівського воєводства Речі Посполитої. З 1648 у складі Ічнянської сотні Прилуцького полку Гетьманщини. У селі парафія Покрови Пресвятої Богородиці. З 1782 — у складі Чернігівського намісництва Російської імперії, а з 1802 — у Чернігівській губернії.
Є на мапі кінця 18 сторіччя.
У 1859 році у володарському та козацькому селі Рожнівка була церква та 253 двори де жило 1654 особи (801 чоловічої та 853 жіночої статі)
З 1917 — у складі УНР. 1919, після окупації Рожнівки московськими большевиками, тут активно діяли повстанські загони Отамана Ангела. Проте 1921 окупаційна влада закріпилася, але не ризикувала втручалася у традиційний спосіб життя рожнівців. Тільки 1928 почалося насильницьке затягування станових козаків до так званих комун. Підкоривши місцевих лідерів та паралізувавши самостійні господарства, влада на селі перейшла до терору голодом.

### Голодомор
Під час організованого радянською владою Голодомору 1932—1933 років померло щонайменше 313 жителів села. 1932 року в селі почалися бунти проти влади та її агентів-комсомольців, які грабували і старих, і багатодітних. Комуністична влада закрила Покровську церкву, ведучи пропаганду безбожництва та українофобії. Вже після звільнення від СССР, у Рожінвці встановлено поминальний хрест на честь усіх замучених комуністами голодом під час геноциду українського народу.

### Друга світова війна
Після укладення сталінсько-гітлерівського союзу 1939, комуністична влада готувала молодь села Рожнівка до інтервенції в Європу. Проте на початку вересня 1941 сама тікала з Рожнівки, не спромігшись організувати жодного дієвого підпілля. 1943, знову вдершись до села, сталіністи провели повторну мобілізацію чоловіків Рожнівки. Так що всього у сутичках на німецько-московській війні брало участь 457 мешканців села — практично кожен другий дорослий мешканець Рожнівки.
Сталінська влада довела до смерті на фронтах 296 рожнівців — понад 65 % від насильно мобілізованих. До 1957 сталіністи відмовлялися вшановувати ці жертви, аж поки за часів Хрущова не почали централізовано встановлювати пам'ятники загиблим. Щоправда, під комуністичною символікою — для ідеологічного терору проти нового покоління селян.. Крім того, саме у Рожнівці пам'ятник жертвам Другої світової влада свідомо поставила на фундаменті нею зруйнованої Покровської церкви, яка досі не відновлена.
Військовий льотчик Степан Андрійович Харченко родом з Рожнівки був названий комуністами героєм їхнього СССР. На честь уродженця Рожнівки Івана Чайки назвали селище у Виборзькому районі Ленінградської області РФ, яке сталінські війська відібрали у Фінляндії.
Після Другої світової війни комуністи знову вдалися до терору голодом, який тривав до весни 1947 року. Тут же знаходилася центральна садиба підприємства для примусової роботи — «колхоз імені Леніна», за яким було закріплено 5639 гектарів сільськогосподарських угідь, у тому числі 4892 га орної землі. З 1970-их років це були багатогалузеві господарства, де вирощували зернові і технічні культури, займалося м'ясо-молочним тваринництвом для прогодівлі комуністів.
На початку 1970-х населення становило все ще поважну цифру — 2359 осіб. Нині в селі живе 963 мешканці.
До 2017 року орган місцевого самоврядування — Рожнівська сільська рада.

## Населення

### Мова
Розподіл населення за рідною мовою за даними перепису 2001 року:
| Мова       | Кількість | Відсоток |
| ---------- | --------- | -------- |
| українська | 957       | 99.38%   |
| російська  | 6         | 0.62%    |
| Усього     | 963       | 100%     |

## Інфраструктура
На 2020 рік у селі є загальноосвітня школа, яку з 2019 року перевели на неповну середню, клуб, ФАП, кілька магазинів, парафія Православної Церкви України на честь Покрова Пресвятої Богородиці (настоятель — отець-капелан Олександр Мужук). У селі два діючі цвинтарі — Старе й Нове.
Працюють сільськогосподарські підприємства «Темп» і «Зоря».

## Відомі особи
У Рожнівці народилися:
- Буренко Ігор Станіславович (1990—2024) — старший солдат збройних сил України, учасник російсько-української війни.
- Бусенко Олександр Трохимович (1936)) — український науковець, доктор біологічних наук, професор кафедри технології виробництва молока та яловичини Національного університету біоресурсів і природокористування.
- Смоляр Микола Іванович — доктор медичних наук.
- Ольга Топчій — депутатка Верховної Ради УРСР.
- Степан Харченко — герой СССР.

Поширені прізвища: Топчій, Цокур, Буренко, Йовхименко, Гальченко, Грек, Шарудило, Заяць, Козел.